# HD 34445
HD 34445 è una stella di settima magnitudine situata nella costellazione di Orione, distante 150,5 anni luce dal sistema solare. Attorno a essa nel 2004 venne individuato un pianeta extrasolare gigante gassoso, confermato poi nel 2010. Nel 2017 sono stati scoperti altri cinque pianeti, tutti con masse significativamente maggiori di quelle della Terra, anch'essi giganti gassosi.

## Caratteristiche
HD 34445 è una nana gialla come il Sole, anche se più vecchia, con un'età stimata in 8,5 miliardi di anni. Leggermente più massiccia e calda del Sole, all'età in cui si trova è probabilmente al termine della sua vita nella sequenza principale. La sua luminosità doppia rispetto al Sole e il raggio del 38% superiore sono l'evidenza dell'età avanzata di HD 34455; durante la loro vita nella sequenza principale infatti le stelle di tipo solare tendono ad aumentare leggermente raggio e luminosità, man mano che l'idrogeno, convertito in elio, diminuisce nel loro nucleo. Lo stesso Sole ai tempi della sua formazione, 4,6 miliardi di anni fa, era del 30% meno luminoso e il suo raggio era del 10% minore di quanto non lo sia nell'era attuale.
È una stella stabile e poco attiva, con una metallicità, ossia l'abbondanza di elementi più pesanti dell'elio, superiore del 38% a quella del Sole. Il periodo di rotazione è piuttosto simile, 22 giorni rispetto ai 25 giorni del Sole.

## Sistema planetario
Nel 2004 fu scoperto con il metodo della velocità radiale un pianeta extrasolare, HD 34445 b, un gigante gassoso avente una massa del 63% di quella di Giove, distante circa 2 UA dalla stella e con un periodo di rotazione di quasi tre anni.
Nel 2017 furono scoperti altri cinque pianeti, anch'essi dei giganti gassosi, con masse che vanno da quella di Nettuno a quelle di Saturno. Considerando la luminosità di HD 34445, il pianeta più esterno si trova oltre la frost line e i tre più interni hanno temperature piuttosto elevate, visto che il pianeta c si trova alla stessa distanza alla quale si trova Venere dal Sole, ma con la stella che è due volte più luminosa.
Il quarto e il quinto pianeta hanno temperature più miti, trovandosi rispettivamente a 1,5 e 2 UA dalla stella; nonostante non abbiano una superficie solida è possibile che un'esoluna di tipo terrestre possa essere abitabile e avere le condizioni adatte a mantenere acqua liquida in superficie. Con un'albedo di tipo terrestre la temperatura di equilibrio del pianeta f è di 244 K, quella del pianeta b di 210 K. A confronto, la temperatura di equilibrio della Terra, che non tiene conto dell'effetto serra prodotto dall'atmosfera, è di 255 K.
Uno studio del 2021 è stato in grado di confermare l'esistenza del solo pianeta b. HD 34445 e è stato ritenuto un probabile artefatto della rotazione stellare, c e d sono stati ritenuti falsi positivi e f non è stato rilevato.
| Pianeta | Massa         | Periodo orb.     | Sem. maggiore | Eccentricità | Scoperta |
| ------- | ------------- | ---------------- | ------------- | ------------ | -------- |
| e *     | 16,8±2,9 M⊕   | 49,175 giorni    | 0,2687 UA     | 0,09         | 2017     |
| d *     | 30,7±3,9 M⊕   | 117,87 giorni    | 0,4817 UA     | 0,027        | 2017     |
| c *     | 53,5±5 M⊕     | 214,67 giorni    | 0,7181 UA     | 0,038        | 2017     |
| f *     | 37,9±6,5 M⊕   | 676,8 giorni     | 1,543 UA      | 0,031        | 2017     |
| b       | 200±9 M⊕      | 1056,7 giorni    | 2,075 UA      | 0,014        | 2010     |
| g *     | 120,3±38,9 M⊕ | 5700±1500 giorni | 6,36 UA       | 0,032        | 2017     |

*Conferma contestata da Rosenthal et al. (2021).